# Annika Noelle
Annika Noelle (Boston, Massachusetts, 24 de diciembre de 1986) es una actriz y modelo estadounidense, conocida por interpretar el papel de Hope Logan en la telenovela The Bold and the Beautiful.

## Biografía
Annika Noelle nació el 24 de diciembre de 1986 en Boston, Massachusetts (Estados Unidos), de madre Teri Lynn Groome y padre William Henry Kucheman y tiene una hermana menor que se llama Krista. Desde temprana edad mostró interés por la actuación y por ello una vez que creció, dejó su ciudad natal para mudarse a Los Ángeles y asistir a un curso de actuación en la Universidad de California en Los Ángeles.

## Carrera
Annika Noelle completó sus estudios de actuación en la Universidad de California en Los Ángeles. En 2010 hizo su primera aparición en la pantalla chica con el papel de Katherine Shields en el cortometraje The After Party dirigido por Stephen J. Anderson. En el mismo año protagonizó cortometrajes como The Perfect Gentleman dirigido por Michael Rohrbaugh, It's Me dirigido por Ty Coughenour (interpretando a Tara Hampton), Acts of God dirigido por Anthony Bushman (interpretando a Mitzy), $weethearts dirigido por Andrew Ritter (como Cheryl), Sea Sick dirigida por Patrick Brooks (como Claire) y Found dirigida por Anthony Bushman (como Eve).
En 2011 interpretó el papel de Suzanna Wayne en la película para televisión Love 's Christmas Journey dirigida por David S. Cass Sr. En el mismo año protagonizó los cortometrajes Sea Sick dirigido por Patrick Brooks y Found Dirigida por Anthony Bushman. También en 2011 participó en el videoclip Howlin' for You de The Black Keys y dirigido por Chris Marrs Piliero. En 2011 y 2012 interpretó el papel de Sami Nelson en la serie Venice the Series.
En 2012 interpretó el papel de Marcy en el cortometraje Pretty Pictures dirigido por Christina Sun Kim. En 2013 y 2014 participó en el documental televisivo From the Mouths of Babes. En 2014 interpretó el papel de Nick's Date en la película Jersey Boys dirigida por Clint Eastwood. Ese mismo año protagonizó los cortometrajes Head Trauma dirigido por Kristine Namkung (como Zoe) y The Night Before dirigido por Carlton Gillespie (como Ashley).
En 2015, protagonizó las series Bree Does Comedy (como Kathy) y Chasing Life (como Abbi / Intern). En el mismo año interpretó el papel de Melissa Jennings en la película Evan's Crime dirigida por Sandy Tung. En 2017 interpretó el papel de Aubrey en la película True to the Game dirigida por Preston A. Whitmore. En 2018 participó en los especiales de televisión The 45th Annual Daytime Emmys Red Carpet Live y 87th Annual Hollywood Christmas Parade y en el programa de entrevistas Ok! televisión En el 2018 y el 2019 participó en el programa de entrevistas Soap Central.
Desde 2018 ha sido elegida para interpretar el papel de Hope Logan en la telenovela The Bold and the Beautiful. En el 2019, estuvo en el programa de entrevistas Great Day Washington. Al año siguiente, en 2020, participó en el concurso Let 's Make a Deal. En el mismo año fue nominada en los Premios Emmy a Mejor Actriz de Reparto en una Serie Dramática por la telenovela The Bold and the Beautiful.

## Vida personal
Annika Noelle está vinculada sentimentalmente con el músico Zach Fischer. Además, la propia Annika Noelle ha declarado que ha perdido dos hijos: el primer hijo lo perdió en la décima semana de embarazo, mientras que el segundo hijo lo perdió en la octava semana de embarazo.

## Filmografía

### Cine
| Año  | Título           | Personaje        | Director               |
| ---- | ---------------- | ---------------- | ---------------------- |
| 2014 | Jersey Boys      | Nick's Date      | Clint Eastwood         |
| 2015 | Evan's Crime     | Melissa Jennings | Sandy Tung             |
| 2017 | True to the Game | Aubrey           | Preston A. Whitmore II |

### Televisión
| Año           | Título                     | Personaje     | Notas        |
| ------------- | -------------------------- | ------------- | ------------ |
| 2011          | Love's Christmas Journey   | Suzanna Wayne | Telefilme    |
| 2011-2012     | Venice: The Series         | Sami Nelson   | 12 episodios |
| 2015          | Bree Does Comedy           | Kathy         | 1 episodio   |
| 2015          | Chasing Life               | Abbi / Intern | 2 episodios  |
| 2018-presente | The Bold and the Beautiful | Hope Logan    | Rol habitual |

### Cortometrajes
| Año  | Título                | Personaje            | Director            |
| ---- | --------------------- | -------------------- | ------------------- |
| 2010 | The After Party       | Katherine Shields    | Stephen J. Anderson |
| 2010 | The Perfect Gentleman | Jonathan's Temptress | Michael Rohrbaugh   |
| 2010 | It's Me               | Tara Hampton         | Ty Coughenour       |
| 2010 | Acts of God           | Mitzy                | Anthony Bushman     |
| 2010 | $weethearts           | Cheryl               | Andrew Ritter       |
| 2011 | Sea Sick              | Claire               | Patrick Brooks      |
| 2011 | Found                 | Eve                  | Anthony Bushman     |
| 2012 | Pretty Pictures       | Marcy                | Christina Sun Kim   |
| 2014 | Head Trauma           | Zoe                  | Kristine Namkung    |
| 2014 | The Night Before      | Ashley               | Carlton Gillespie   |

### Video musical
| Año  | Título          | Autor          | Director            |
| ---- | --------------- | -------------- | ------------------- |
| 2011 | Howlin' for You | The Black Keys | Chris Marrs Piliero |

## Programas de televisión
| Año       | Título                                        | Notas                    |
| --------- | --------------------------------------------- | ------------------------ |
| 2013-2014 | From the Mouths of Babes                      | Documental de televisión |
| 2018      | The 45th Annual Daytime Emmys Red Carpet Live | Especial de televisión   |
| 2018      | 87th Annual Hollywood Christmas Parade        | Especial de televisión   |
| 2018      | OK! TV                                        | Talk show                |
| 2018-2019 | Soap Central                                  | Talk show                |
| 2019      | Great Day Washington                          | Talk show                |
| 2020      | Let's Make a Deal                             | Game show                |

## Premios y reconocimientos
Premios Emmy
| Año  | Categoría                                  | Trabajo                    | Resultado |
| ---- | ------------------------------------------ | -------------------------- | --------- |
| 2020 | Mejor Actriz de Reparto en Serie Dramática | The Bold and the Beautiful | Nominada  |